# H4 (Slovenië)
De H4 (Hitra cesta 4) is een Sloveense autoweg van bijna 41 kilometer lang. De weg loopt vanaf Razdrto bij de aansluiting met autosnelweg A1 tot aan Vrtojba bij de grens met Italië. In 2008 moet de weg volledig voor het verkeer beschikbaar zijn. Doordat de weg de status van expresweg heeft is de maximumsnelheid beperkt tot 100 km/h.